# Нема земље за старце (филм)
Нема земље за старце (енгл. No Country for Old Men) је амерички крими-трилер филм из 2007. године, који су режирали и написали Џоел и Итан Коен, на основу истоименог романа Кормака Макартија. Главне улоге играју: Томи Ли Џоунс, Џош Бролин и Хавијер Бардем. Филм прати три главна лика: Луелина Моса (Бролин), ветерана Вијетнамског рата и заваривача који наилази на велику суму новца у пустињи; Антона Чигура (Бардем), убицу послатог да поврати новац; и Еда Тома Бела (Џонс), шерифа који истражује злочин. У филму такође глуме Кели Макдоналд као Мосова супруга, Карла Џин, и Вуди Харелсон као Карсон Велс, ловац на главе који тражи Моса и новац који је узео.
Филм је премијерно приказан 19. маја 2007. на Канском филмском фестивалу. Остварио је комерцијални успех зарадивши преко 171 милион долара широм света наспрам буџета од 25 милиона долара и наишао је на позитивне реакције критичара. Рецензенти су нарочито похвалили режију, сценарио и Бардемову глуму, а филм је освојио више награда; четири Оскара (укључујући онај за најбољи филм), три награде БАФТА и два Златна глобуса. Амерички филмски институт и Национални одбор за рецензију филмова су га прогласили за најбољи филм 2007. године.

## Радња
Године 1980. у Тексасу је ухапшен убица Антон Чигур. Он бежи тако што задави шерифовог заменика и украде аутомобил убивши возача пиштољем за убијање стоке. Касније поштеди живот власника бензинске пумпе након што је новчић који је бацио пао на страну коју је изабрао.
У међувремену, Луелин Мос лови вилороге у пустињи. Тамо наилази на место окршаја трговаца дрогом, где проналази неколико лешева, рањеног Мексиканца који моли за воду, дрогу у пикап возилу и, на великој удаљености од места обрачуна, још једног мртвог човека испод дрвета поред актовке у којој се налази 2 долара милиона у готовини. Узима актовку и враћа се кући. Осећајући се кривим, враћа се са водом те ноћи, али открива да је човек умро од задобијених рана. Подиже поглед ка гребену и види двојицу људи са оружјем који га јуре у камиону. Он бежи у реку, пуцајући у човековог пса док га јури. Након што се вратио кући, Мос шаље своју жену, Карлу Џин, да остане са својом мајком.
Чигур је унајмљен да поврати нестали новац, док шериф округа Терел Ед Том Бел почиње да истражује неуспели посао са дрогом. Чигур претражује Мосову кућу-приколицу, користећи свој пиштољ за стоку да разнесе браву на вратима. Мос одлази таксијем до мотела у Дел Рију, где сакрива актовку у вентилационом одводу своје собе. Пратећи уређај за праћење скривен у актовци, Чигур одлази у Мосов мотел и убија групу Мексиканаца. Мос је изнајмио другу собу поред собе Мексиканаца са приступом одводу у којем је сакривен новац. Он узима актовку пре него што Чигур отвори одвод.
Селећи се у хотел у пограничном граду Игл Пас, Мос открива уређај за праћење, али га је Чигур већ пронашао. Њихова пуцњава се прелила на улице, убивши возача камиона, а обојица су тешко рањени. Мос бежи у Мексико, скривајући актовку дуж обале Рио Грандеа. Нортењо бенд води Моса у болницу. Чигур чисти и шије ране украденим залихама. Карсон Велс, ловац на главе, нуди Мосу заштиту у замену за новац, али он одбија. Чигур поставља заседу Велса у његовом хотелу. Телефон звони док Велс преговара за живот. Чигур га убија и јавља се Мосу, обећавајући да ће убити Карлу Џин осим ако му Мос не да новац.
Мос преузима актовку са Рио Грандеа и договара да се састане са Карлом Џин у мотелу у Ел Пасу, где планира да јој да новац и сакрије је од опасности. Мајка Карле Џин несвесно открива Мосову локацију групи Мексиканаца који их прате. Бел стиже до мотела у Ел Пасу, само да би открио да су Мексиканци убили Моса. Карла Џин стиже касније и бризне у плач када Бел суморно скине шешир.
Те ноћи, Бел се враћа на место злочина и посматра како је брава на вратима уништена. Бел мисли да се Чигур крије унутра, али када оклевајући уђе, проналази собу празну. Касније, Бел посећује човека по имену Елис и говори му да планира да се пензионише јер се осећа да га је поразило недавно насиље. Елис прича Белу причу у којој је полицајац, Елисов ујак, убијен на свом трему и каже да је регион одувек био насилан.
Карла Џин се враћа са сахране своје мајке и затиче Чигура како чека у спаваћој соби. Чигур каже да мора да испуни свој завет, али јој компромисно нуди да о њеном животу одлучи бацањем новчића, али она одбија његову понуду. Чигур проверава ђонове својих чизама док излази из куће. Док се вози кроз комшилук, на њега налеће други аутомобил и при судари ломи руку. Нуди новац двојици дечака за кошуљу коју ће користити као завој и бежи пешке.
Сада у пензији, Бел дели два сна са својом женом. У првом је изгубио нешто новца који му је дао отац. У другом, док је јахао кроз снежни планински превој, његов отац је јахао поред њега да би припремио логорску ватру.

## Улоге
| Глумац         | Улога                       |
| -------------- | --------------------------- |
| Томи Ли Џоунс  | шериф Ед Том Бел            |
| Џош Бролин     | Луелин Мос                  |
| Хавијер Бардем | Антон Чигур                 |
| Кели Макдоналд | Карла Џин Мос               |
| Вуди Харелсон  | Карсон Велс                 |
| Тес Харпер     | Лорета Бел                  |
| Бери Корбин    | Елис                        |
| Бет Грант      | Агнес                       |
| Стивен Рут     | Човек који је унајмио Велса |
| Џин Џоунс      | Томас Тејер                 |
| Гарет Дилахант | Вендел                      |

## Награде и номинације
| Награда | Категорија                  | Особа                                                 | Награђен |
| ------- | --------------------------- | ----------------------------------------------------- | -------- |
| Оскар   | Најбољи режисер             | Џоел и Итан Коен                                      | Да       |
| Оскар   | Најбољи филм                | Скот Радин, Џоел и Итан Коен                          | Да       |
| Оскар   | Најбољи адаптирани сценарио | Џоел и Итан Коен                                      | Да       |
| Оскар   | Најбољи споредни глумац     | Хавијер Бардем                                        | Да       |
| Оскар   | Најбоља фотографија         | Роџер Дикинс                                          | Не       |
| Оскар   | Најбоља монтажа             | Родерик Џејнс                                         | Не       |
| Оскар   | Најбоља монтажа звука       | Скип Ливсеј                                           | Не       |
| Оскар   | Најбоље миксање звука       | Скип Ливсеј, Крејг Берки, Грег Орлоф, и Питер Керланд | Не       |